# Molé-Gentilhomme

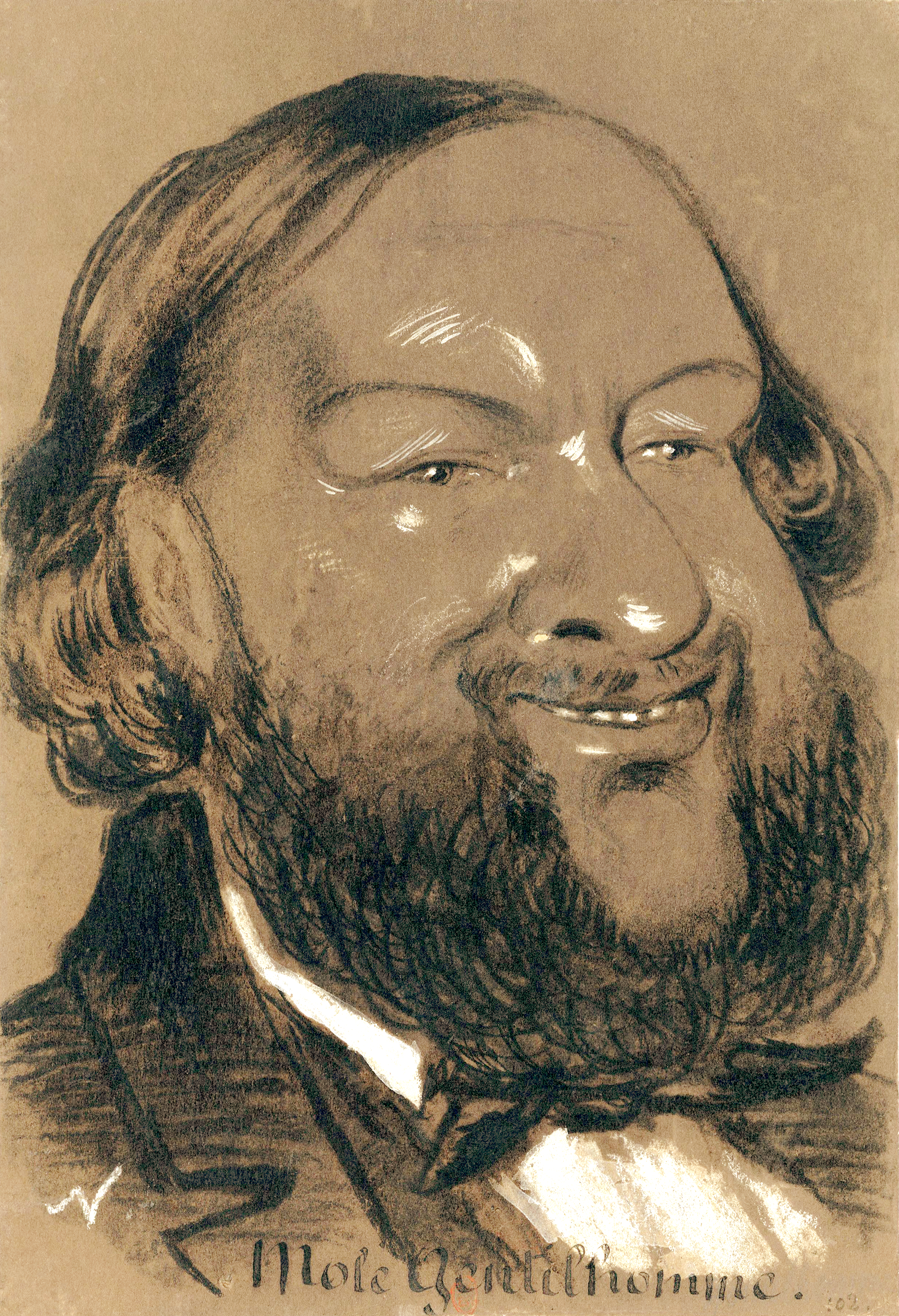
Karikatur Molé-Gentilhommes

Paul-Henri-Joseph Gentilhomme, bekannt als Molé-Gentilhomme (* 9. Dezember 1814 in Paris; † 27. Mai 1856 ebenda), war ein französischer Schriftsteller und Dramatiker.

## Biographie
Gentilhomme war Sohn des Vaudevillisten Paul Gentilhomme. Seine Mutter heiratete nach dessen Tod einen Graveur und Typographen. Gentilhomme hatte drei Schwestern, von denen die beiden älteren schon früh starben. Seine jüngere Schwester verschwand unter mysteriösen Umständen und selbst die Polizei, die eingeschaltet wurde, konnte sie nicht wiederfinden. Sie hinterließ mehrere minderjährige Kinder, wegen derer er sich mit seinem Schwager um das Sorgerecht stritt.
Gentilhomme besuchte das Lycée Henri IV und debütierte 21-jährig in der Le Siècle unter der Rubrik Neues. Seinen Lebensunterhalt verdiente er sich in der Folgezeit als Feuilletonist für verschiedene Journale und Periodika.
Erste Romane veröffentlichte Gentilhomme bereits ab 1830 und ab 1835 folgten Bühnenstücke.
Gentilhomme besuchte die Vorstellung seines Dramas La Comtesse de Novailles und erlitt beim Verlassen des Théâtre de l’Ambigu-Comique einen Hirnschlag, an dem er sechs Stunden später verstarb.
Gentilhomme war lange Jahre im Vorstand der Société des gens de lettres.

## Romane (Auswahl)
- Le Roi des rossignols, mit Emmanuel Gonzalès, 1837
- Manon la Dragonne, mit Emmanuel Gonzalès, 1837
- Le Rêve d’une mariée, 1839
- Une femme compromise, 1842.
- La Fiancée de Madrid, 1843.
- Marie d'Anjou, 1845
- Le Château de Saint-James, 1847.
- Jeanne de Naples ou les Crimes d’une reine, 1849.
- Roquevert l’arquebusier, mit Constant Guéroult, 1853

## Theaterstücke (Auswahl)
- Poinsinet en Espagne, 1853, Théâtre du Vaudeville
- La seur de la Reine, 1842
- Ébénists, 1845
- Berthe la Flamande, 1852
- La Comptesse de Navailles, 1856, Théâtre de l’Ambigu-Comique